# ORP Bałtyk (1988)

Emblemat ORP „Bałtyk”

ORP Bałtyk – polski okręt pomocniczy, zbiornikowiec paliwowy. Nosi numer burtowy Z-1. Znajduje się w służbie Marynarki Wojennej od 1991 roku. Jest to trzeci okręt noszący tę nazwę.

## Historia
Okręt ten został zaprojektowany w Polsce, w Centrum Badawczo-Projektowym Żeglugi Śródlądowej Navicentrum we Wrocławiu; głównym projektantem był inż. Kamil Rogalski. Zbudowany został w Stoczni Marynarki Wojennej im. Dąbrowszczaków w Gdyni jako jednostka projektu ZP-1200, w kodzie NATO: Baltyk. Planowano budowę czterech takich okrętów, lecz z pozostałych zrezygnowano z przyczyn finansowych. Został wodowany w 1988 roku, wszedł do służby 11 marca 1991 roku. Jest najnowocześniejszym zbiornikowcem polskiej Marynarki Wojennej. Służy do transportu i przechowywania paliw płynnych (oleju napędowego) i oleju smarnego, oraz do zaopatrywania w te produkty okrętów w portach, na redach lub w morzu. Przekazywanie paliw i olejów może  odbywać się z trzech stanowisk wyposażonych w węże: po jednym na każdej burcie oraz na rufie.
ORP „Bałtyk” wchodzi w skład dywizjonu Okrętów Wsparcia w Porcie Wojennym w  Gdyni (3 Flotylla Okrętów). Podczas wspólnych ćwiczeń często współdziała z okrętami państw NATO. Między innymi, w dniach 2-3 sierpnia 1999 roku wziął udział w ćwiczeniach na Bałtyku z NATO-wskim zespołem Stałych Sił Morskich Atlantyku STANAVFORLANT. W 2000 roku przeszedł pierwszą modernizację. Na przełomie 2015/16 przeszedł 13-miesięczną naprawę główną, połączoną z modernizacją systemu podawania paliwa i materiałów ładunków metodą burtową w ruchu. Prace realizowała firma Net-Marine w Szczecinie, okręt powrócił do służby 24 września 2016.

## Dane techniczne
- ładowność – 1276 t
- ładunek:
  - 1184 t oleju napędowego w 6 zbiornikach o objętości 1300 m³
  - 100 t wody słodkiej w 2 zbiornikach po 50 m³ objętości
  - 20 beczek olejów smarnych w ładowni + 4 na pokładzie otwartym
  - zbiorniki na zużyty olej

## Dowódcy
m.in.
- kmdr ppor. Aleksander Jezielski (do 16 września 2011)[6]
- por. mar. Krzysztof Duszyński (od 16 września 2011 do 3 kwietnia 2017)[6]
- kpt. mar. Sławomir Gronowski (od 3 kwietnia 2017 do 30 czerwca 2019)
- kpt. mar. Maciej Pawłowski (aktualny)

## Zdjęcia

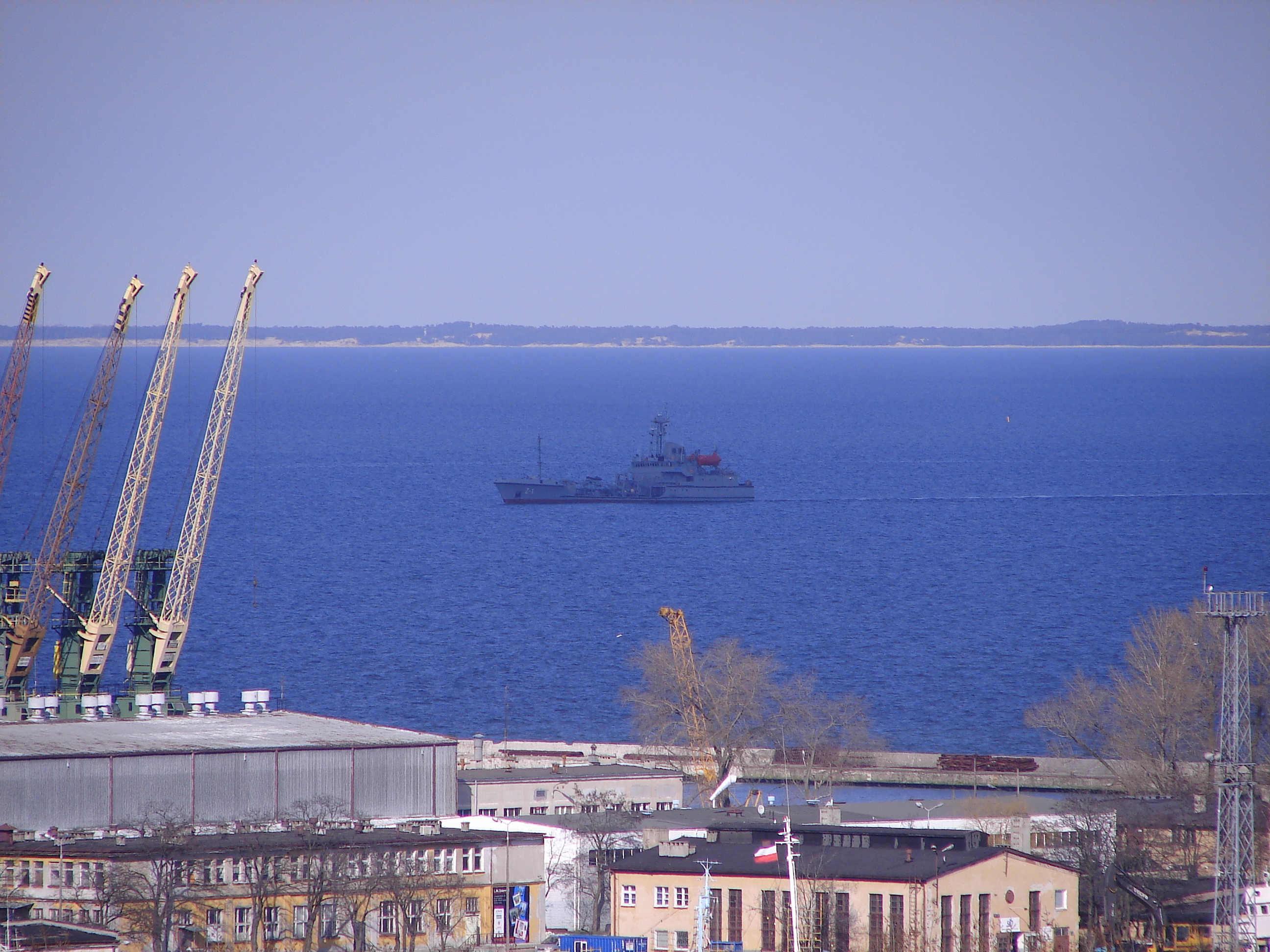
Zdjęcie zrobione z Kamiennej Góry w Gdyni, marzec 2008
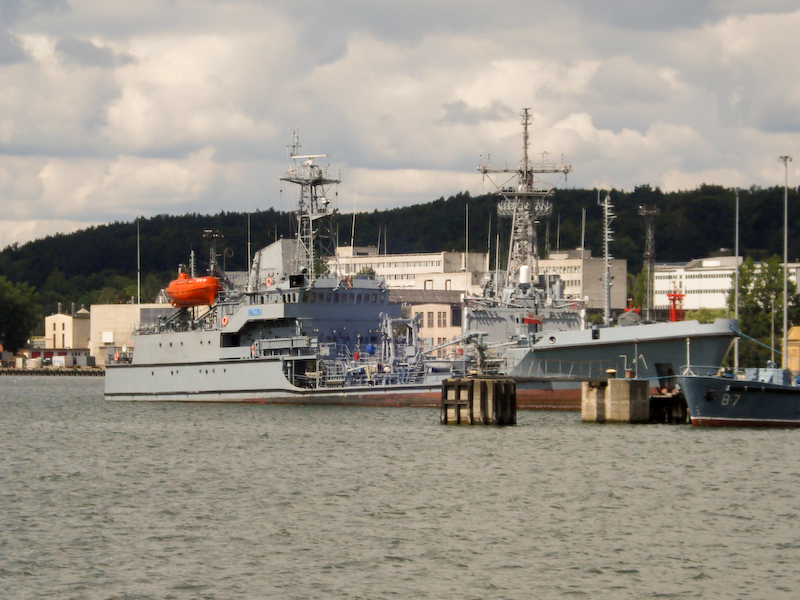
Zdjęcie zrobione w lipcu 2008 w porcie w Gdyni
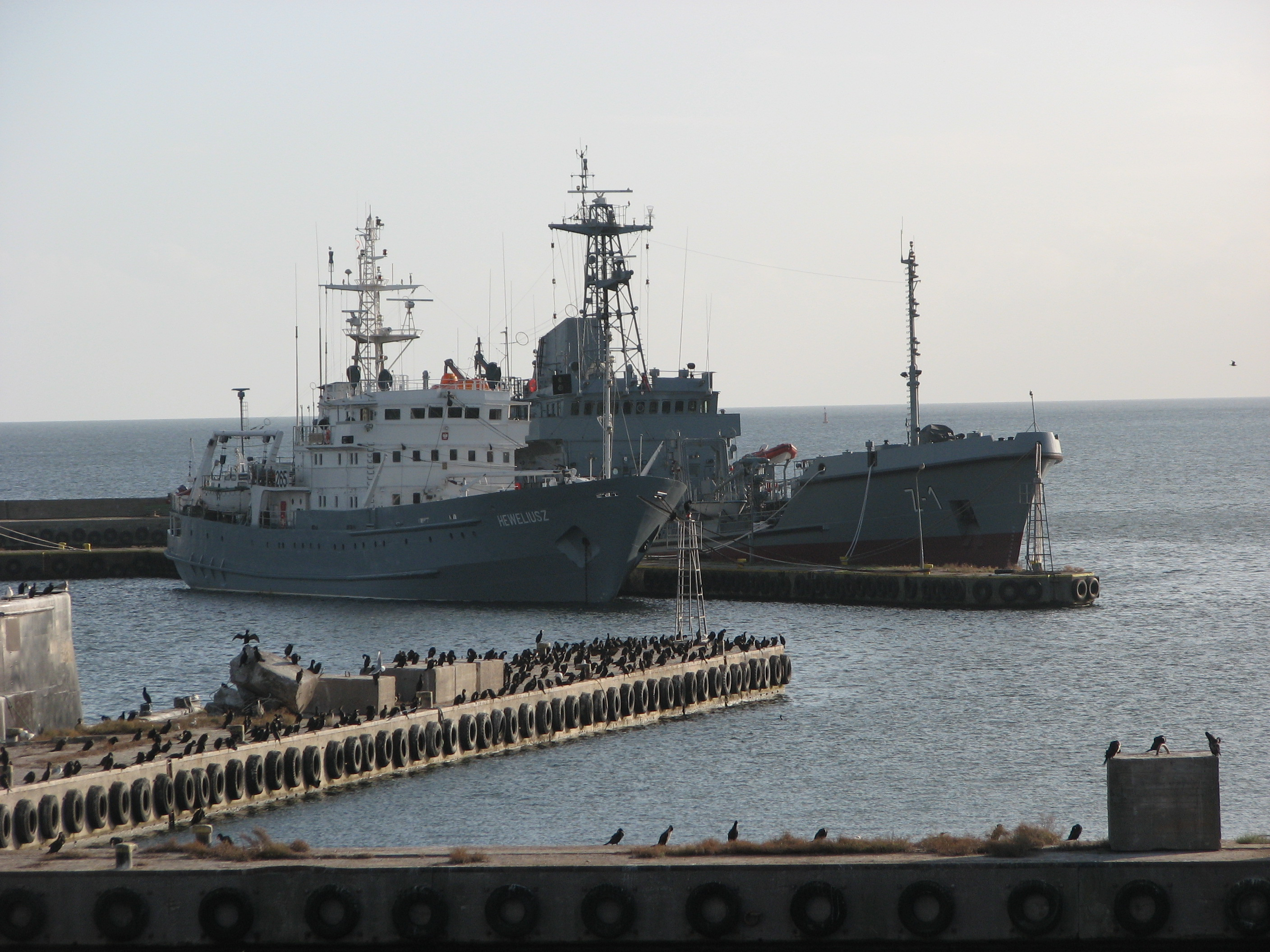
OORP „Heweliusz” i „Bałtyk” przy pirsie w Porcie Wojennym Gdynia.